# تومي رينولدز
تومي رينولدز (بالإنجليزية: Tommy Reynolds)‏ (2 أكتوبر 1922 - 1 مارس 1998) هو لاعب كرة قدم بريطاني (وحمل سابقاً جنسية المملكة المتحدة لبريطانيا العظمى وأيرلندا) في مركز الهجوم. لعب مع دارلينجتون إف سى.